# Klostret Rein
För klostret i Norge med samma namn, se  Reins kloster.

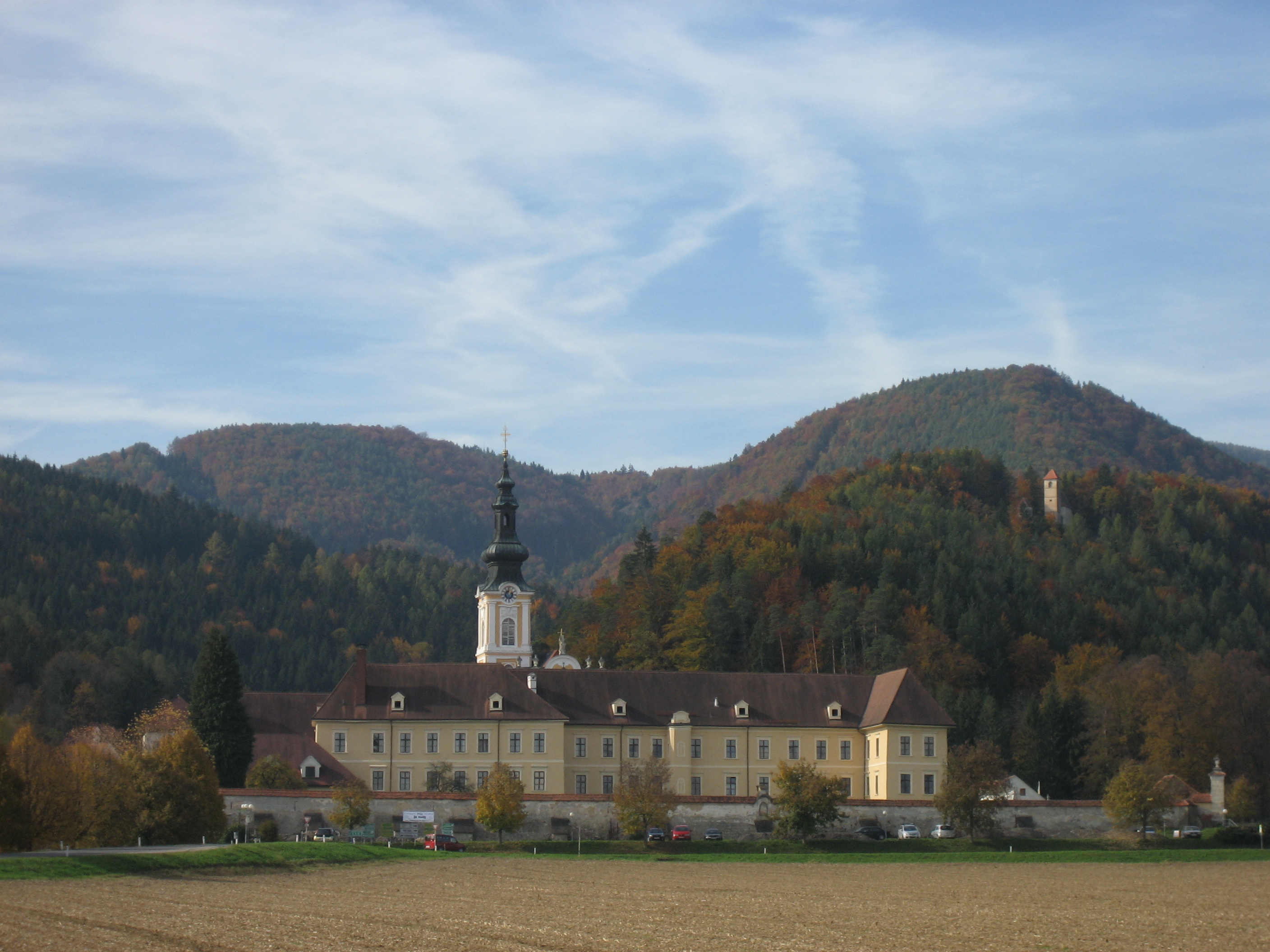
Stift Rein

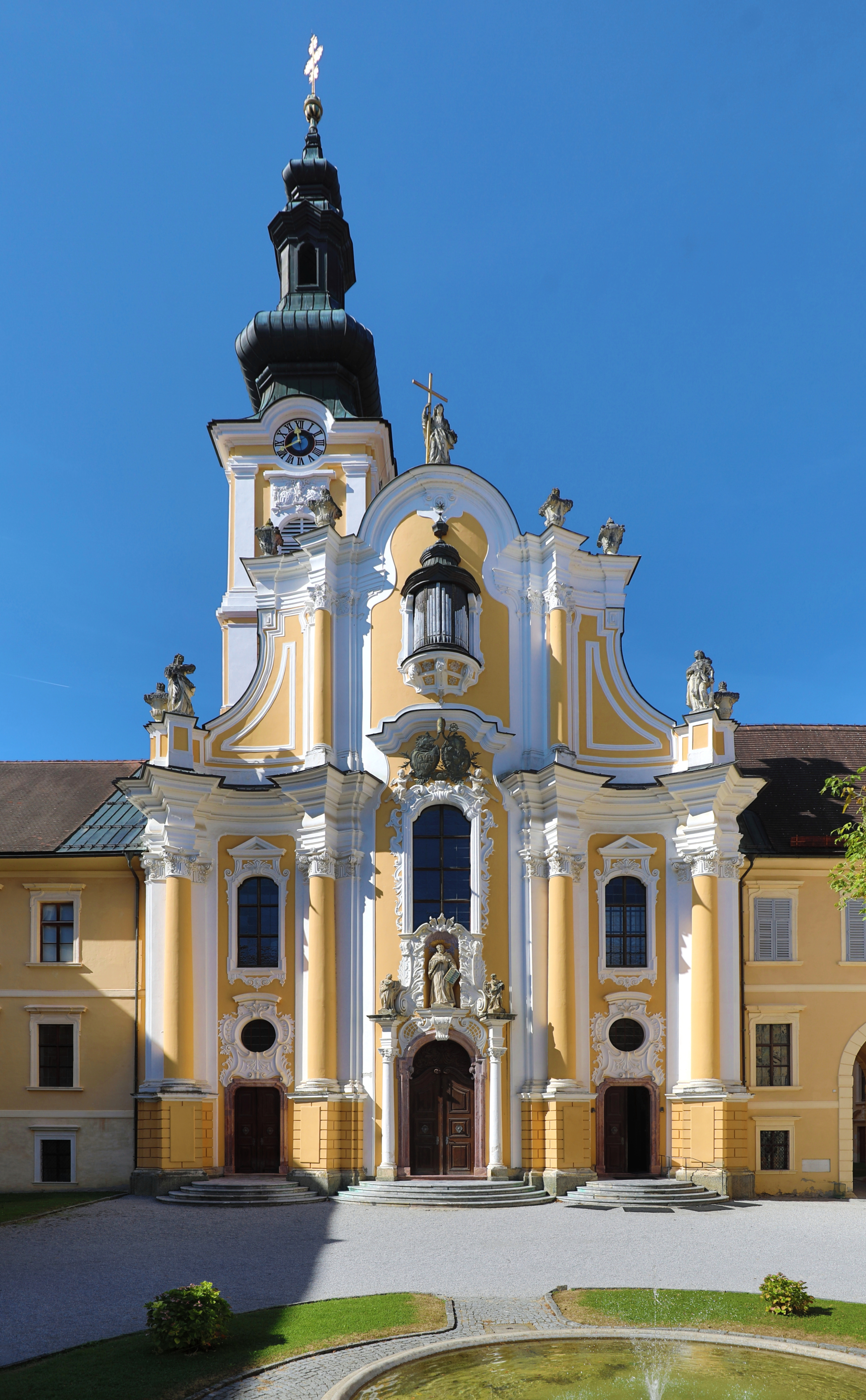
Klosterkyrkan

Stift Rein är ett cistercienskloster i orten Rein i det österrikiska förbundslandet Steiermark. Klostret är idag världens äldsta cistercienskloster. 

## Historia
Klostret grundades av markgreve Leopold I av Steiermark år 1129. De första munkarna kom från Ebrach i Franken. I början på 1700-talet bestämde man sig för att bygga om klostret i barock stil. 
Efter att Österrike hade annekterats av Nazityskland 1938 beslagtogs och exproprierades klostret. Konventet kom tillbaka efter andra världskrigets slut. På 1970-talet flyttade några klasser av förbundsgymnasiet Carneri in i klosterbyggnaderna. Något senare grundades ett självständigt gymnasium i Rein som är inhyst i klostrets byggnader. Även det tekniska universitetet Graz har lokaler i före detta klosterbyggnader.

## Klosterverksamhet
Konventet omfattar ett 15-tal medlemmar under ledningen av abboten Petrus Steigenberger och är ansvarigt för flera pastorat.

## Sevärdheter
Förutom klosterbyggnaden och klosterkyrkan är framför allt klostrets bibliotek sevärt. Biblioteket omfattar 100 000 band, varav 300 handskrifter och inkunabler. Bland handskrifterna finns ett Parzivalfragment från 1200-talet.